# Црвена звезда еСпортс
Eспорт клуб Црвена звезда је српски е-спорт клуб из Београда. Клуб је део Спортског друштва Црвена звезда.